# Luis González Bravo
Luis González Bravo (Cadis, 8 de juliol de 1811 - Biàrritz, 1 de setembre de 1871) fou un periodista i polític espanyol, cavaller de l'Orde de Carles III, de l'Orde del Toisó d'Or. Va ser tres vegades diputat, dues vegades Ministre de la Governació, dues vegades ambaixador d'Espanya (a Lisboa i Londres). Va ser dues vegades President del Govern d'Espanya.
Va presidir el Govern al principi del regnat d'Isabel II, que va començar el 8 de novembre de 1843, sent ell el seu primer president efectiu, nomenat el 5 de desembre, ja que en iniciar-se el mandat d'Isabel II, del 8 al 20 de novembre (per 13 dies) el va presidir Joaquín María López López amb el govern provisional anterior, i del 20 al 29 de novembre (per 9 dies) el va presidir Salustiano de Olózaga Almandoz, descobert d'haver forçat a la reina adolescent a signar la dissolució de les corts sent vicepresident Luis González Bravo, qui llavors assumí la presidència que havia quedat vacant del 30 de novembre al 5 de desembre.
Així mateix, va ser ell l'últim president d'Isabel II, llevat pels 11 últims dies del regnat d'Isabel del 19 de setembre al 30 de setembre de 1868, quan el militar José Gutiérrez de la Concha va ser nomenat president per la reina i pel llavors president Luis González Bravo, qui acompanyant-la quan la reina estiuejava a Sant Sebastià, li aconsella substituir-lo a ell per un president que fos militar de formació, per poder enfrontar millor la revolució armada dels seus opositors. El 19 de setembre va dimitir cedint-li la presidència al capità general José Gutiérrez de la Concha, i el 30 de setembre conclou el regnat d'Isabel II, en ser derrotades les seves tropes en esclatar la revolució que l'oposició antimonàrquica portava cuinant per anys, dia en què ella es va exiliar a París. La seva fidelitat i lleialtat cap a Isabel II i els seus esforços per conservar la seva monarquia, poc reconegut pels historiadors, van ser consistents durant tota la seva vida política activa, tot i que al final de la seva vida es va afiliar al carlisme.

## Biografia
Va ser fill de Manuel González Bravo, sotssecretari d'Hisenda del Govern d'Espanya, i María Antonia López de Arjona. Des dels 12 anys assistia a les sessions de les Corts del Trienni. Va estudiar filosofia i humanitats. Va fer incursions en la maçoneria i després en el carbonarisme italià.
Home de formació jurídica però de vocació periodista, oradora i política, va estudiar Dret a Alcalá de Henares. Militant del Partit Progressista, va fundar el periòdic satíric El Guirigay i durant la Regència de Maria Cristina de Borbó va ser capità de la Milícia Nacional. Va ser Diputat a Corts per Jaén des de 1841 fins a 1867, per Màlaga i Madrid en 1843, per Canàries i Madrid en 1858, per València en 1864 i per Cadis en 1867. Amb els anys va anar adquirint més temprança i moderació. Quan era Ministre de la Governació, en nomenar duc al marit i abans amant de Maria Cristina de Borbó, va facilitar el retorn de l'exili de l'exregent en nom de la seva filla Isabel II i s'oposà a la regència de Baldomero Espartero (conspirant fins i tot contra ell en 1842)

## President dues vegades
Quan era vicepresident del govern, va ser nomenat President del Consell de Ministres amb el suport de Narváez, a menys d'un mes de l'inici del mandat de la majoria d'edat de la jove reina Isabel II, governant Espanya des del 5 de desembre de 1843 al 3 de maig de 1844.
Va treballar amb Narváez dissolent la Milícia Nacional, va declarar l'estat de setge, va dissoldre els ajuntaments, va imposar la censura a la premsa per evitar publicacions tendencioses per l'oposició al tron i contra Isabel II, i va acusar Olózaga de tractar d'intrigar contra ella fent-la signar un document quan aquest era President del Consell. En 1844 va fundar la Guàrdia Civil.
La seva caiguda del govern el va dur com a diplomàtic ambaixador a Lisboa, on va reforçar les relacions entre Espanya i Portugal. Davant els companys que l'havien recolzat i després el van trair, va haver de fugir durant la vicalvarada de 1854 tement per la seva vida. En 1857 va ser ambaixador d'Espanya a Londres.
Ja en 1864 va ser nomenat Ministre de la Governació amb Narváez quan la política espanyola havia adquirit un clar to reaccionari, sent acusat responsable dels anomenats successos de la nit de Sant Daniel, fet que li proporcionà força impopularitat i hagué de dimitir en 1865. Tanmateix, l'any següent va tornar de nou com a Ministre de la Governació. En 1868 a la mort de Narváez, i tement la revolució que es veia venir, la reina el va nomenar President del Consell de Ministres. Una reducció del pressupost per a la marina el va enemistar amb els almiralls, producte d'una forta crisi econòmica que conjuminada a l'oposició política contra la corona, va deslligar la revolució de 1868. Aquesta va donar pas al Sexenni Democràtic, i va seguir la caiguda d'Isabel II, a qui Luis González Bravo sempre va defensar dels seus conspiradors i va recolzar des del principi del seu regnat. Tots dos van emigrar a França; la reina es va exiliar en París,i i ell amb la seva esposa i dues filles, es va exiliar a Biarritz, on es va unir als carlistes. Va morir 3 anys després d'una malaltia coronària.

## Intel·lectual, periodista y orador
Va ser membre de l'Ateneo de Madrid. Orador admirable, en 1857 fou escollit acadèmic de la Reial Acadèmia de Ciències Morals i Polítiques, i en ser escollit Acadèmic de la Reial Acadèmia Espanyola de la Llengua, el seu discurs d'ingrés l'1 de març de 1863 es considera un dels millors llegits en l'Acadèmia. Ell i Olózaga van ser reconeguts com els dos millors oradors parlamentaris del seu temps, comparant González Bravo amb Antonio de Ríos Rosas.
Des de molt jove va escriure l'obra de teatre Intrigar para morir, drama ultraromàntic i esborronador. Com a periodista, entre altres activitats va escriure en el diari El Español - diario de las doctrinas e intereses sociales, en el periòdic progressista El Eco del Comercio, i sota el pseudònim d'Ibrahim Clarete va escriure en el periòdic satíric fundat per ell El Guirigay. Més endavant va fundar el periòdic La Legalidad, formant part de la redacció. Els seus escrits van ser crítics, forts, colpidors a vegades, i van reflectir les seves idees analítiques, apassionades, i principis polítics, però sobretot la seva eloqüència, dots literaris, agilitat com a escriptor i talent de paraula.